# Geografisches Institut Agustín Codazzi

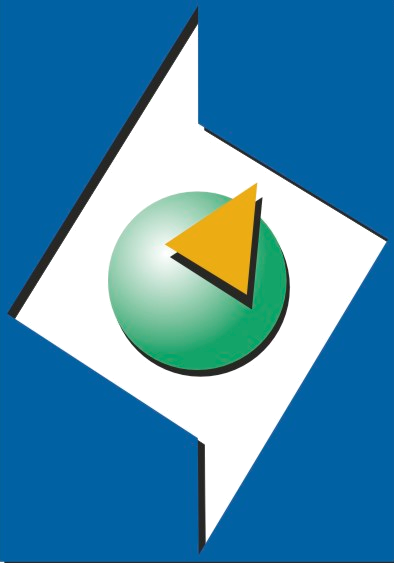
Logo des Instituto Geográfico Agustín Codazzi (IGAC)

Das Geographische Institut Agustín Codazzi (spanisch Instituto Geográfico Agustín Codazzi, IGAC) ist die Körperschaft der kolumbianischen Regierung, die für die Erstellung der offiziellen Karten und grundlegenden Kartographien von Kolumbien sowie für die Verwaltung der nationalen Katasterinfrastruktur und der nationalen Bodenvermessung verantwortlich ist. Es ist auch damit beauftragt, geografische Untersuchungen für die Entwicklung des Landes voranzutreiben und Fachleute in den geografischen Informationstechnologien auszubilden. Das Institut hat seinen Sitz an der Carrera 30 Nº 48–51 in Bogotá und Niederlassungen in allen Departementen.

## Geschichte
Das Institut wurde nach dem Kolumbianisch-Peruanischen Krieg mit der Gründung des Militärischen Instituts für Geographie (Instituto Geográfico Militar) am 13. August 1935 durch das Decreto 1440 de 1935 gegründet und dem Kriegsministerium zugeschrieben. Am 31. Januar 1940 restrukturierte das Decreto 153 de 1940 das Institut mit Katasteraufgaben, indem es mit der Nationalen Abteilung des Katasters (Sección Nacional de Catastro) verschmolzen und an das Ministerium für Finanzen und öffentliche Kredite übertragen wurde, das es in Institut für Militär- und Katastergeographie umbenannte (Instituto Geográfico Militar y Catastral). Am 8. November 1957 wurde das Institut durch das Decreto Ley 0290 de 1957 in Instituto Geográfico Agustín Codazzi („Geographisches Institut Agustín Codazzi“) umbenannt, in Erinnerung an den Kartographen Agostino Codazzi und zum Gedenken an das hundertjährige Bestehen seiner Chorographischen Kommission, einem monumentalen Unterfangen, das eine geografische Landvermessung der Republik Neugranada versuchte, die in ihren Zielen der Lewis-und-Clark-Expedition in den Vereinigten Staaten ähnelt. Das IGAC wurde dann bis 1999 eine dezentrale Behörde unter der Exekutive, als es per Decreto 1174 de 1999 dem Departamento Administrativo Nacional de Estadística (DANE) zugeschrieben wurde.

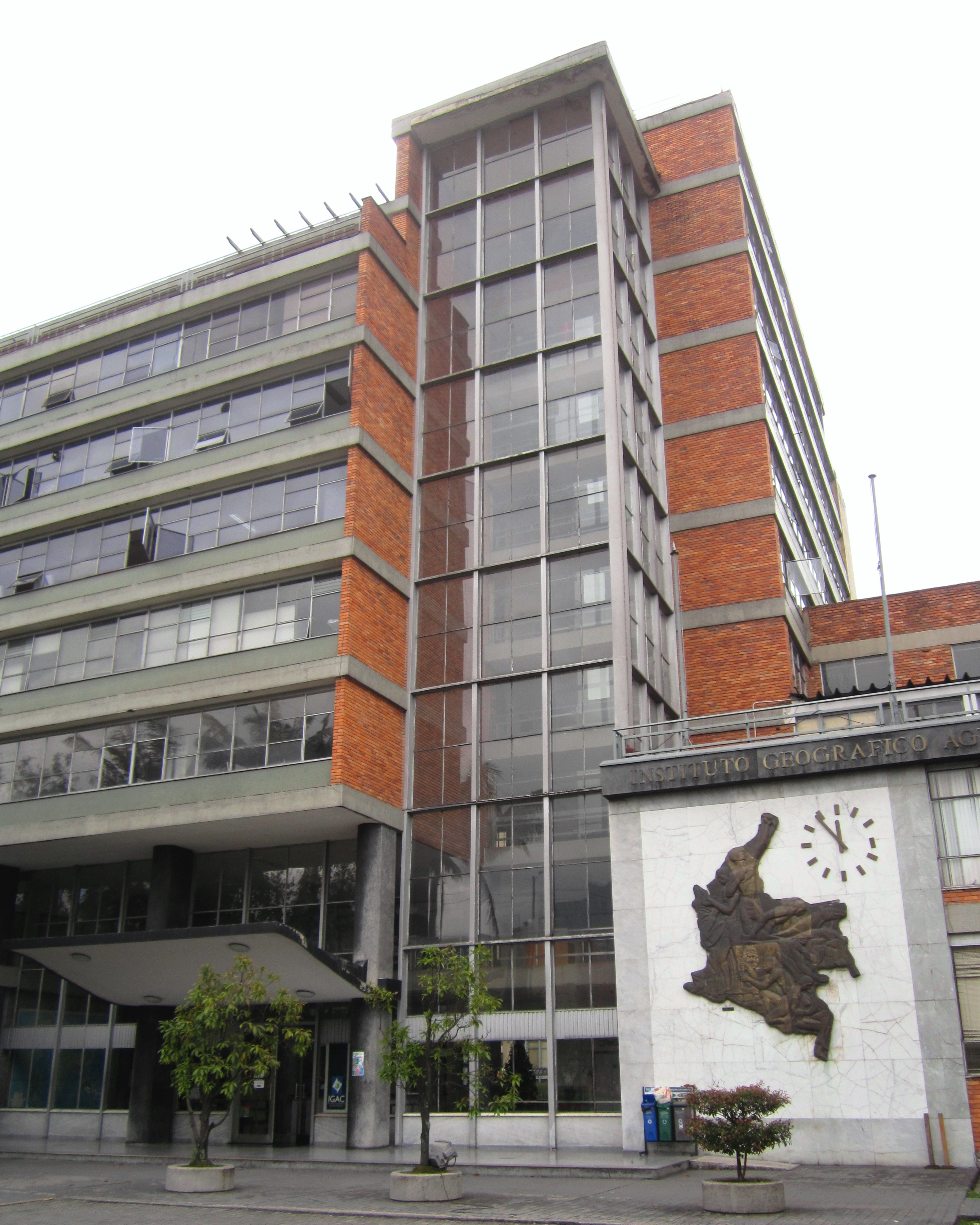
Das IGAC in Bogotá
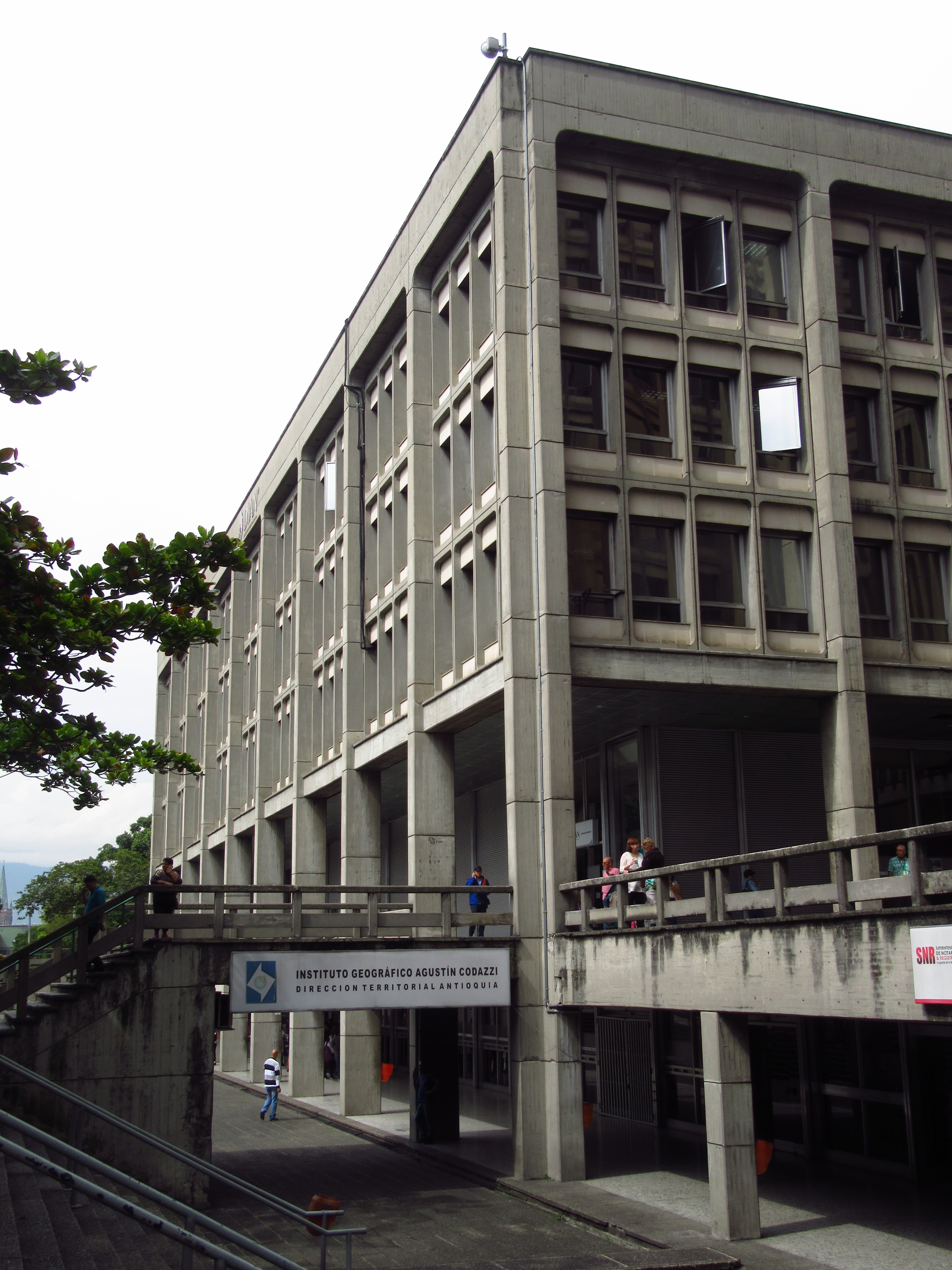
Das IGAC in Medellín
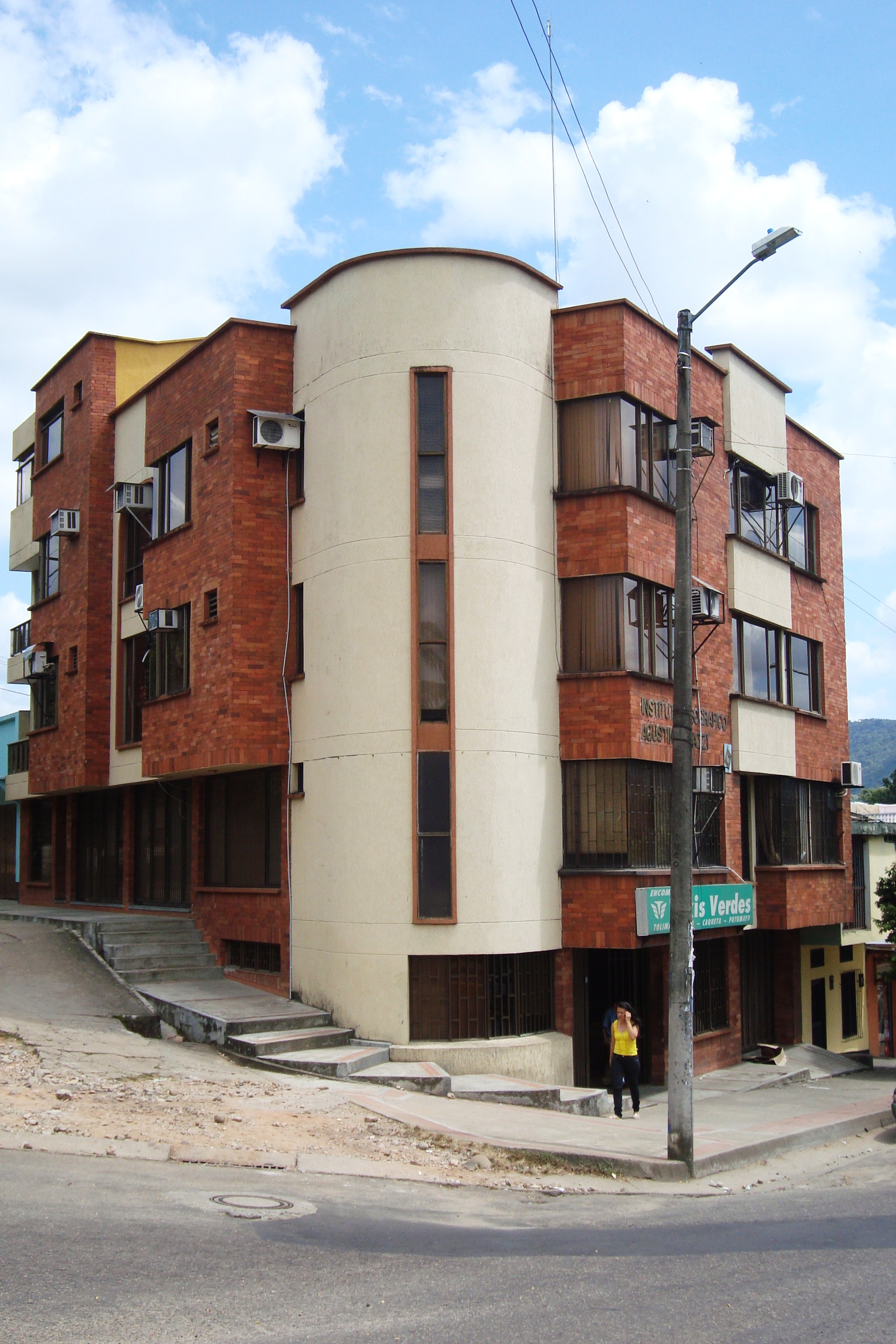
Das IGAC in Florencia
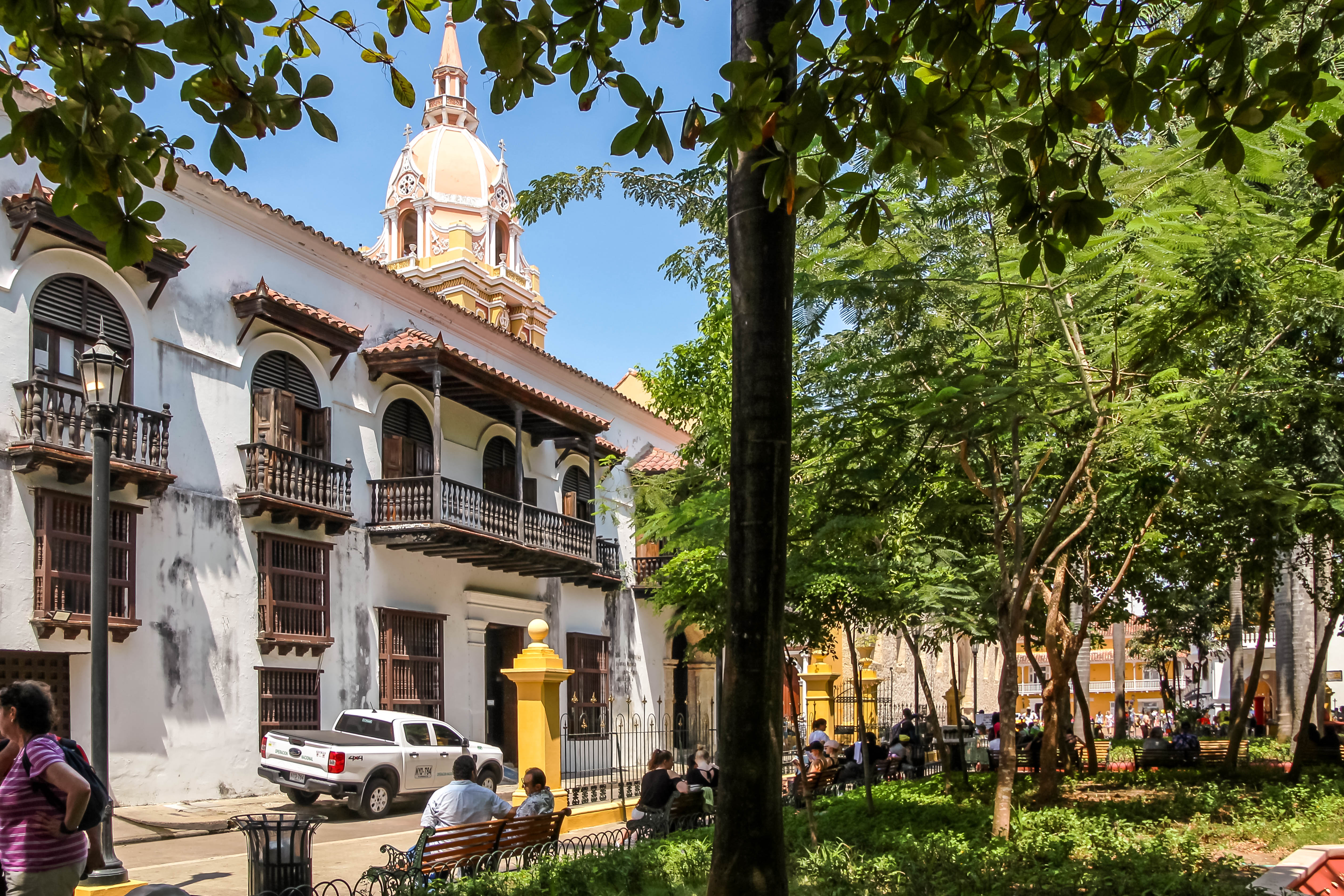
Das IGAC in Cartagena (Kolumbien)